# Enrique Piñeyro
Enrique Piñeyro (Genova, 9 dicembre 1956) è un produttore cinematografico italiano naturalizzato argentino.
È anche medico aeronautico, attivista, filantropo, pilota di trasporto aereo; in particolare è stato comandante della compagnia aerea LAPA e investigatore di incidenti aerei. Ha diretto i film Whisky Romeo Zulu (2004), Fuerza Aérea Sociedad Anónima (2006), Bye Bye Life (2008) ed El Rati Horror Show (2010).

## Biografia

### Carriera come pilota e denunce alla LAPA
Piñeyro è nato in Italia, ma giovanissimo è emigrato in Argentina. In gioventù ha studiato medicina, teatro e regia, oltre a diplomarsi come pilota d'aereo e medico aeronautico. È entrato a far parte della compagnia aerea LAPA (Líneas Aéreas Privadas Argentinas) nel 1988. In qualità di rappresentante dell'Associazione Piloti, ha partecipato alle indagini sull'incidente del volo Austral 2553 nel 1997, che si è schiantato a Fray Bentos, Uruguay. Si è dimesso dalla LAPA nel 1999. Durante la sua permanenza in questa compagnia aerea, ha denunciato le cattive condizioni operative di essa e dei suoi aerei, che hanno subito gravi carenze e irregolarità. Poco dopo le sue dimissioni, il 31 agosto 1999, il volo LAPA 3142 si schiantò in fase di decollo alla fine della pista 31 dell'Aeroparque Jorge Newbery. 65 persone morirono e fu il quarto incidente più grave nella storia dell'aviazione argentina. Dopo l'incidente aereo, Piñeyro è diventato in qualche modo un personaggio pubblico raccontando le sue esperienze di lavoro alla LAPA, con cui aveva cessato l'attività.

### Carriera cinematografica
La sua prima partecipazione al cinema è stata nel film Alambrado, ma a causa della sua carriera di pilota aeronautico, non ha potuto proseguire in altre produzioni. Nel 1999, dopo essersi dimesso dalla LAPA, ha creato Aquafilms, una società di produzione con sede a Buenos Aires, subito dopo la sua interpretazione nel film Garage Olimpo, diretto da Marco Bechis, di cui è stato anche co-produttore insieme ad Amedeo Pagani ed Eric Heman. Il film è stato presentato in anteprima al Festival di Cannes, nell'ambito della Selezione Ufficiale Un Certain Regard e ha vinto numerosi premi. Il film sviluppa il tema dei cosiddetti voli della morte, in cui i prigionieri dei centri di detenzione clandestini venivano anestetizzati e gettati vivi nell'oceano da aerei militari in volo, segno distintivo del dittatura argentina. Questa pratica militare fu successivamente indagata dalla giornalista Miriam Lewin di Telenoche e dal fotografo italiano Giancarlo Ceraudo, che hanno portato a Piñeyro i fogli di volo degli aerei coinvolti in modo che potesse rivedere le informazioni tecniche. Date le gravi irregolarità nella documentazione, Piñeyro ha deciso di sporgere denuncia penale insieme all'attivista Adolfo Pérez Esquivel, Premio Nobel per la Pace.
In seguito, ha testimoniato e ha presentato una perizia dettagliata nel processo ai piloti menzionati nei moduli. Alcuni di quei piloti sono stati arrestati e perseguiti.
Nel 2004 ha diretto e interpretato il suo primo film, Whisky Romeo Zulu, noto anche come WRZ, basato sulla sua storia personale come pilota LAPA e sulla sua anticipazione dell'esito del tragedia di LAPA poco dopo le sue dimissioni, dove racconta dell'incidente del volo 3142 della compagnia aerea LAPA. Il titolo si riferisce alle marche di registrazione dell'aereo precipitato, un Boeing 737-204C con registrazione LV-WRZ. Il film è stato presentato al processo per la tragedia di Lapa, in cui Piñeyro è stato testimone dell'accusa. Il film ha vinto vari premi in festival internazionali, tra cui il Sol de Oro per il miglior film al Festival di Biarritz.
Ha poi lavorato come produttore e attore nel film Aspettando il Messia (diretto da Daniel Burman), con Piñeyro che interpreta anche uno dei ruoli principali. Il film è stato presentato in anteprima al Festival del Cinema di Venezia. Ha anche partecipato a Live-in Maid (diretto da Jorge Gaggero) in coproduzione con la Spagna, film che ha vinto il Premio Speciale della Giuria al Sundance Film Festival; ha lavorato anche nel film The Other (diretto da Ariel Rotter) una coproduzione con Germania e Francia, vincitrice dell'Orso d'argento Gran Premio della giuria e dell'Orso d'argento come miglior attore nel Festival di Berlino del 2007. Nel 2008, ha debuttato La mujer sin cabeza (diretto da Lucrecia Martel), presentato in Concorso Ufficiale al Festival di Cannes. Inoltre, Aquafilms ha fornito servizi di produzione per film stranieri come Torrente 3 (diretto da Santiago Segura), In the Eye Abides the Heart (dir. Mary Sweeney) e Hide (diretto da K. C. Bascombe).
Il suo lavoro successivo come regista è stato il documentario Fuerza aérea sociedad anónima. In qualità di investigatore di incidenti aerei, sottolinea come la corruzione all'interno dell'Aeronautica militare argentina influisca direttamente sulla sicurezza del volo. Il documentario ha avuto un tale impatto che, dopo la sua prima, il governo ha deciso di prendere il controllo dell'aviazione civile dall'Aeronautica militare per consegnarlo all'Amministrazione nazionale dell'aviazione civile.
Nel 2008 ha presentato il documentario Bye bye life, un documentario che racconta gli ultimi giorni di vita della fotografa Gabriela Liffschitz, entrata in coma il giorno dopo aver terminato le riprese e morta due giorni dopo, il 13 febbraio del 2004, in conseguenza di un cancro al seno. È stato rilasciato a Punta del Este, Uruguay, il 26 febbraio 2008.
Nel 2010 ha presentato il documentario El Rati Horror Show sul caso di Fernando Ariel Carrera, nella cosiddetta Strage di Pompeya, che era stato ingiustamente condannato a trent'anni di carcere – non per errore ma deliberatamente – attraverso la manipolazione di un procedimento giudiziario. Carrera è stato rilasciato il 6 giugno 2012 a seguito di una decisione della Corte Suprema che ha disposto la revisione della sentenza.
Le ripercussioni di El Rati Horror Show e le centinaia di richieste di aiuto da parte di parenti di vittime lo hanno incoraggiato a fondare l'ONG Innocence Project Argentina, che riprende il modello dell'ONG americana Innocence Project.
Con il supporto di Adolfo Pérez Esquivel e Nora Cortiñas, Piñeyro è comparso davanti alla Corte Suprema attraverso la figura giuridica di Amicus curiae. Allo stesso modo, ha denunciato i giudici della Corte orale numero 14 del Città di Buenos Aires, dinanzi al Consiglio della Magistratura della Nazione, per presunto inadeguato svolgimento dei propri doveri e funzioni.
Nel 2011 ha ottenuto il Premio Konex di Platino come "Documentalista" del decennio 2001-2010".

### Altri lavori
Dopo aver diretto il cortometraggio sull'assassinio del militante trotskista Mariano Ferreyra (2012), e aver partecipato al film sullo stesso caso Chi ha ucciso Mariano Ferreyra?, insieme al giornalista Martín Caparrós, Piñeyro si è dedicato al suo lavoro di cuoco nel suo ristorante e attivista per diritti umani . Inoltre, ha scritto, diretto e interpretato la stand-up comedy Volare è umano, atterrare è divino.

### Filantropia
Enrique Piñeyro, secondo le sue stesse dichiarazioni, ha deciso di trascorrere gran parte del suo tempo "cercando di aiutare". Per questo, ha comprato un aereo Boeing 787 da Aeroméxico. Il suo obiettivo fin dall'inizio era "metterlo a disposizione per cause utili". In quella occasione, tra l'altro, ha ottenuto un record mondiale: ha effettuato il volo "non-stop" più lungo al mondo di un aereo Boeing 787 Dreamliner, collegando Seul con Buenos Aires in 20 ore, il 28 marzo del 2021. In precedenza aveva effettuato voli con la ONG spagnola Open Arms, per monitorare la situazione dei profughi che tentano di attraversare il mar Mediterraneo con la speranza di raggiungere l'Europa. Ha anche invitato i giornalisti argentini a sorvolare il Mare Argentino per vedere i pescherecci stranieri che depredano le acque nazionali. Inoltre ha portato tonnellate di donazioni dalla Spagna all'India, che stava affrontando una grave crisi sanitaria durante la pandemia di Covid 19.
In ogni caso, oltre a pilotare l'aereo, è lo stesso Piñeyro a sostenere i costi di ogni attività. Lo fa attraverso la sua fondazione, Solidaire.
Nel 2020 e nel 2021 ha offerto il suo aereo e i suoi servizi al governo del suo paese, l'Argentina, per portare gli argentini all'estero o per trasportare i vaccini, ma il governo non ha mai dato risposta alla sua offerta.
Nel 2021 ha donato all'omonima Ong la nave Open Arms Uno per soccorrere i migranti nel Mediterraneo. La nave, costruita nel 2000, è quattro volte più grande del suo predecessore e ha una capacità di oltre 300 posti.

## Filmografia

### Attore

#### Cinema
- Alambrado, regia di Marco Bechis (1991)
- Garage Olimpo, regia di Marco Bechis (1999)
- Aspettando il Messia (Esperando al Mesías), regia di Daniel Burman (2000)
- Figli/Hijos, regia di Marco Bechis (2002)
- Whisky Romeo Zulu, regia di Enrique Piñeyro (2004)
- Nordeste, regia di Juan Solanas (2005)
- Nuovomondo, regia di Emanuele Crialese (2006)
- Hotel Tívoli, regia di Antón Reixa (2007)
- Música nocturna, regia di Rafael Filippelli (2007)
- Secuestro y muerte, regia di Rafael Filippelli (2010)
- Dormir al sol, regia di Alejandro Chomski (2010)
- ¿Quién mató a Mariano Ferreyra?, regia di Julián Morcillo e Alejandro Rath (2013)
- The Bowling Horror Show, regia di Enrique Piñeyro - cortometraggio (2014)

#### Televisione
- La fragilidad de los cuerpos – miniserie TV, 8 puntate (2017)
- Limbo – serie TV, 10 episodi (2022)
- Nada – miniserie TV, 3 puntate (2023)
- Yosi, the Regretful Spy (Iosi, el espía arrepentido) – serie TV, 7 episodi (2023)

### Regista
- Whisky Romeo Zulu (2004)
- Fuerza aérea sociedad anónima - documentario (2006)
- Bye Bye Life - documentario (2008)
- El rati horror show - documentario (2010)

### Produttore
- Garage Olimpo, regia di Marco Bechis (1999)
- Aspettando il Messia (Esperando al Mesías), regia di Daniel Burman (2000)
- Whisky Romeo Zulu, regia di Enrique Piñeyro (2004)
- Live-in Maid (Cama adentro), regia di Jorge Gaggero (2004)
- El otro, regia di Ariel Rotter (2007)
- La mujer sin cabeza, regia di Lucrecia Martel (2008)
- El rati horror show, regia di Enrique Piñeyro - documentario (2010)
- Gilda, no me arrepiento de este amor, regia di Lorena Muñoz (2016)

## Teatrografia

### Regista
- 2014–2022: Volar es Humano. Aterrizar es Divino

### Produttore
- 2014: Volar es Humano. Aterrizar es Divino
- 2015: Volar es Humano. Aterrizar es Divino
- 2016: Volar es Humano. Aterrizar es Divino
- 2017: Volar es Humano. Aterrizar es Divino
- 2018: Volar es Humano. Aterrizar es Divino - Stagione 5 (Teatro)